# Radovan Knežević
Radovan Knežević, hrvaški general, * 7. oktober 1916, † 1988, Osijek.

## Življenjepis
Pred vojno je bil podčastnik VKJ. Med vojno je bil poveljnik več enot, nazadnje 12. divizije. Po vojni je ostal na več poveljniških položajih.